# Hoher Kommissar (Deutschland)
Hoher Kommissar war in der Bundesrepublik Deutschland nach dem Inkrafttreten des Besatzungsstatuts am 21. September 1949 die Amtsbezeichnung des jeweils höchsten Vertreters der westlichen alliierten Siegermächte des Zweiten Weltkrieges.
Bereits der Völkerbund (1920–1946) hatte seine Vertreter als Hohe Kommissare bezeichnet. Im besetzten Nachkriegsösterreich hieß die entsprechende Funktion Hochkommissar.

## Funktion
Die Hohen Kommissare waren Mitglieder der Alliierten Hohen Kommission (AHK), die bis 1952 auf dem Petersberg und ab 1952 in der Bad Godesberger Deichmannsaue residierte. Die einzelnen nationalen Kommissare und Kommissariate hatten ihren Sitz an unterschiedlichen Standorten, waren aber spätestens bis 1952 im Raum Bonn konzentriert. Die Alliierte Hohe Kommission übte die alliierten Kontrollrechte aus und löste die zuvor regierenden Militärgouverneure ab. Die Hohen Kommissare waren darüber hinaus weiterhin Vertreter im Alliierten Kontrollrat für (Gesamt-)Deutschland.

## Aufhebung der Besatzungsregime
Mit dem Ende des Besatzungsstatuts am 5. Mai 1955 und Verkündung der Souveränität der Bundesrepublik Deutschland wurden die verbliebenen alliierten Vorbehaltsrechte in Westdeutschland von den jeweiligen Botschaftern wahrgenommen.
Ebenso verfuhr die Sowjetunion am 25. März 1954 mit der DDR, was die westlichen Alliierten jedoch nicht daran hinderte, die UdSSR weiterhin als Machthaber in der „Sowjetzone“ anzusehen. Mit Beschluss der Sowjetregierung vom 7. August 1954 erfolgte die Aufhebung aller zwischen 1945 und 1953 ergangenen Befehle und Anordnungen der SMAD und der Sowjetischen Kontrollkommission.

## Viersektorenstadt Berlin
Für Groß-Berlin übte im Auftrag des faktisch nicht mehr, aber nominell noch bestehenden alliierten Kontrollrats die Alliierte Kommandantur die oberste Gewalt bis zum Inkrafttreten des Zwei-plus-Vier-Vertrages am 15. März 1991 aus; dies betraf insbesondere die Luftsicherheitszone über der Viersektorenstadt und die drei Luftkorridore aus den drei westlichen Besatzungszonen bzw. ab 1949 der Bundesrepublik sowie die alliierten Zugangswege auf Schiene und Straße nach Berlin als auch die Bewachung des alliierten Kriegsverbrechergefängnisses in Berlin-Spandau.

## Liste der Alliierten Hohen Kommissare in Deutschland
Die Hochkommissare waren:
- Frankreich:
  - 21. September 1949 bis 5. Mai 1955: André François-Poncet
- Großbritannien:
  - 21. September 1949 bis 24. Juni 1950: Brian Hubert Robertson
  - 24. Juni 1950 bis 29. September 1953: Ivone Kirkpatrick
  - 29. September 1953 bis 5. Mai 1955: Frederick Hoyer Millar
- USA:
  - 2. September 1949 bis 1. August 1952: John J. McCloy
  - 1. August bis 11. Dezember 1952: Walter J. Donnelly
  - 11. Dezember 1952 bis 10. Februar 1953 interimistisch Samuel Reber
  - 10. Februar 1953 bis 5. Mai 1955: James Bryant Conant, der danach US-Botschafter in der Bundesrepublik Deutschland wurde